# Anika
Anika (nebo také Annika, maďarsky Anikó) je ženské křestní jméno. Původem je to švédská, holandská, finská a německá domácká podoba hebrejského jména Anna (milostná, milostiplná).

## Známé nositelky
- Annika Billstamová – švédská reprezentantka
- Annika Beckerová – německá atletka
- Annika Brynová – švédská spisovatelka a novinářka
- Annika Ljungbergová – zpěvačka kapely Rednex
- Annika Mombauerová – historička, nejznámější svou prací o generálovi Helmuthovi von Moltke mladším
- Annika Odegardová – dabérka
- Annika Östbergová – švédská vražedkyně, v Kalifornii odsouzená za dvě vraždy
- Annika Reederová – britská gymnastka
- Annika Sörenstamová – švédská golfistka